# Тереза Штадлобер
Тереза Штадлобер (1 лютого 1993 , Шладмінг, Штирія ) — австрійська лижниця, бронзова призерка Олімпійських ігор 2022 року, учасниця Олімпійських ігор 2014, 2018, 2022 років, чемпіонка світу серед юніорів.
Дочка чемпіона світу з лижних перегонів 1999 року Алоїса Штадлобера та призера чемпіонату світу з гірськолижного спорту 1987 року Росвіти Штайнер.

## Спортивна кар'єра
У Кубку світу Штадлобер дебютувала 1 грудня 2013, а перші залікові бали їй принесло 27-ме місце в загальному заліку Тур де Скі. Відтоді тричі потрапляла на п'єдестал пошани в особистих перегонах на окремих етапах Кубка світу, найкращий результат у загальному заліку — 8-ме місце в сезоні 2017—2018.
На Олімпійських іграх 2014 року в Сочі взяла участь у чотирьох перегонах: скіатлоні — 37-ме місце, естафеті — 13-те, командному спринті — 9-те і мас-старті на 30 км — 20-те.
За свою кар'єру взяла участь у п'яти чемпіонатах світу, найкращі результати: 4-те місце в скіатлоні на 15 км на чемпіонаті світу 2021 і 11-те місце в естафеті 4 × 5 км на чемпіонаті світу 2013. На чемпіонаті світу серед юніорів 2013 року стала чемпіонкою у скіатлоні та срібною призеркою в перегонах на 5 км вільним стилем. На молодіжному чемпіонаті світу 2014 року виборола бронзу у скіатлоні.
Використовує лижі виробництва фірми Fischer.

## Результати за кар'єру
Усі результати наведено за даними Міжнародної федерації лижного спорту.

### Олімпійські ігри
| Рік  | Вік | 10 км індивідуальні пер. | 15 км скіатлон | 30 км мас-старт | Спринт | 4 × 5 км естафета | Командна першість спринт |
| ---- | --- | ------------------------ | -------------- | --------------- | ------ | ----------------- | ------------------------ |
| 2014 | 21  | —                        | 36             | 20              | —      | 12                | 8                        |
| 2018 | 25  | 9                        | 7              | 9               | —      | —                 | 14                       |
| 2022 | 29  |                          | 3              |                 |        |                   |                          |

### Чемпіонати світу
| Рік  | Вік | 10 км індивідуальні пер. | 15 км скіатлон | 30 км мас-старт | Спринт | 4 × 5 км естафета | Командна першість спринт |
| ---- | --- | ------------------------ | -------------- | --------------- | ------ | ----------------- | ------------------------ |
| 2013 | 20  | 26                       | 29             | —               | —      | 11                | —                        |
| 2015 | 22  | 25                       | 21             | 13              | —      | —                 | —                        |
| 2017 | 24  | 12                       | 6              | 8               | —      | —                 | —                        |
| 2019 | 26  | 8                        | —              | 8               | —      | —                 | —                        |
| 2021 | 28  | 9                        | 4              | 5               | —      | —                 | —                        |

### Кубки світу

#### Підсумкові місця в Кубку світу за роками
| Сезон | Вік | Місце в дисципліні | Місце в дисципліні | Місце в дисципліні | Місце в дисципліні | Місце в Скі Тур | Місце в Скі Тур | Місце в Скі Тур | Місце в Скі Тур   | Місце в Скі Тур | Місце в Скі Тур |
| Сезон | Вік | Загалом            | Дистанція          | Спринт             | Ю-23               | Nordic Opening  | Тур де Скі      | Скі Тур 2020    | Фінал Кубка світу | Скі Тур Канада  |                 |
| ----- | --- | ------------------ | ------------------ | ------------------ | ------------------ | --------------- | --------------- | --------------- | ----------------- | --------------- | --------------- |
| 2014  | 21  | 72                 | 54                 | НК                 | Н/Д                | 62              | 27              | Н/Д             | —                 | Н/Д             |                 |
| 2015  | 22  | 28                 | 26                 | НК                 | 2                  | 33              | 10              | Н/Д             | Н/Д               | Н/Д             |                 |
| 2016  | 23  | 19                 | 15                 | НК                 | 3                  | 27              | 11              | Н/Д             | Н/Д               | 18              |                 |
| 2017  | 24  | 12                 | 11                 | НК                 | Н/Д                | 15              | 9               | Н/Д             | 14                | Н/Д             |                 |
| 2018  | 25  | 8                  | 7                  | НК                 | Н/Д                | 6               | 5               | Н/Д             | 14                | Н/Д             |                 |
| 2019  | 26  | 22                 | 12                 | НК                 | Н/Д                | 7               | НФ              | Н/Д             | 29                | Н/Д             |                 |
| 2020  | 27  | 10                 | 9                  | 65                 | Н/Д                | 16              | 6               | 11              | Н/Д               | Н/Д             |                 |
| 2021  | 28  | 14                 | 11                 | 80                 | Н/Д                | 16              | 9               | Н/Д             | Н/Д               | Н/Д             |                 |

#### П'єдестали в особистих дисциплінах
- 3 п'єдестали — (1 КС, 2 ЕКС)

| № | Сезон   | Дата          | Місце пров.            | Перегони                     | Рівень           | Місце |
| - | ------- | ------------- | ---------------------- | ---------------------------- | ---------------- | ----- |
| 1 | 2017–18 | 6 січня 2018  | Val di Fiemme (Італія) | 10 км мас-старт К            | Етап Кубка світу | 3-тє  |
| 2 | 2017–18 | 7 січня 2018  | Val di Fiemme (Італія) | 9 км переслідування В        | Етап Кубка світу | 2-ге  |
| 3 | 2019–20 | 25 січня 2020 | Оберстдорф (Німеччина) | 7,5 км + 7,5 км скіатлон К/В | Кубок світу      | 3-тє  |